# Robert Lespagnol
Pour les articles homonymes, voir Lespagnol.
Robert Lespagnol, né le 12 janvier 1900 à Douai et mort le 19 juin 1974 à Sanary-sur-Mer, est un militant politique et syndical communiste puis anticommuniste, un journaliste français et un verbicruciste.

## Biographie
Robert Lespagnol est au début des années 1920 un militant politique du tout jeune Parti communiste français : il est membre suppléant de son comité directeur en 1923 et il est l'un des délégués du PC au IVe congrès de l'Internationale communiste (IC) en 1922.
Il rompt ensuite avec le communisme et devient secrétaire général adjoint d'un syndicat hostile à la CGT, la Confédération générale ouvrière (CGO), aux côtés d'Albert Crémieux. La CGO a été fondée en 1936 par des militants d’un groupement appelé l’Alliance française des travailleurs, en réaction à la « démagogie communiste (…) autour du grotesque mot d’ordre « classe contre classe ». Elle est issue d’un regroupement de syndicats, successeurs des syndicats unionistes de Gustave Hervé, rassemblant des ouvriers et des militants « nationaux ». Elle se déclare indépendante « du patronat, des partis politiques, des religions et des sectes philosophiques », critique « le patronat de droit divin et (son) chantage au chômage », prône « la participation active et loyale à la gestion des entreprises », la « collaboration effective, intelligente, et de bonne foi entre patrons et ouvriers pour une production de qualité, des salaires élevés et un niveau de vie croissant » et entend rechercher des « objectifs successifs et progressifs, non sur les bases d’une phraséologie pseudorévolutionnaire mais en tenant compte des possibilités réelles de l’économie ». Et surtout, elle critique la Confédération générale du travail (CGT) et se montre très anticommuniste : elle s'adresse aux ouvriers qui ne veulent « ni l’idéologie des communistes [la CGT], ni la tutelle de la religion [la CFTC] ». Dans les Vosges, elle est financée par une officine patronale animée par un industriel cotonnier anticommuniste, Georges Laederich. 
Après la Seconde Guerre mondiale, cet ancien secrétaire de rédaction du Quotidien est secrétaire de rédaction du quotidien issu de la Résistance Franc-Tireur, jusqu'à la disparation de ce journal. Il est également secrétaire de rédaction au Canard enchaîné et s'occupe des mots croisés sous le pseudonyme Aristocaneton. Il est également chargé des mots croisés du Monde jusqu'à sa retraite en 1971.

## Source
- Dictionnaire biographique du mouvement ouvrier français, Les Éditions de l'Atelier, 1997.
- Maitron en ligne, notice de Robert Lespagnol